# 倫德 (內華達州)
倫德（英語：Lund）是位於美國內華達州白松縣的普查規定居民點。

## 歷史
倫德的郵局自1898年營運至今。

## 人口
根據2020年美國人口普查的數據，倫德的面積為5.10平方千米，皆為陸地。當地共有人口211人，而人口密度為每平方千米41.37人。